# آگوستینو کامیلیانو
آگوستینو کامیلیانو (انگلیسی: Agostino Camigliano؛ زادهٔ ۱۱ ژوئیهٔ ۱۹۹۴) بازیکن فوتبال اهل ایتالیا است.
از باشگاه‌هایی که در آن بازی کرده‌است می‌توان به باشگاه فوتبال تراپانی، باشگاه فوتبال ویرتوس انتلا، باشگاه فوتبال برشا، باشگاه فوتبال چیتادلا، و باشگاه فوتبال اودینزه اشاره کرد.
وی همچنین در تیم ملی فوتبال زیر ۲۰ سال ایتالیا بازی کرده‌است.